# 硬體錯誤
硬體錯誤（Hardware bug）是计算机硬件裡的錯誤，有點類似軟體上的程序错误。硬體錯誤和小故障不同，後者出現的行為是快速、暫態、反覆出現的，硬體錯誤也和quirk不同，quirk的行為有用，不過是意外產生的產物。
硬體製造商有會用勘误表（errata）修正相關文件，並且描述硬體錯誤。

## 未預期功能
有些使用者會用硬體的未預期功能或是未公開功能來達到一些目的，這種情形下可能會將錯誤視為是一個功能，這也造成一個具有諷刺性的縮寫INABIAF, "It's Not A Bug It's A Feature"。例如有些人會利用康懋達64的MOS 6510或是Apple II中MOS 6502中的一些未公開功能（例如不合法的opcode）。

## 安全漏洞
硬體的缺陷會造成安全錯誤，讓記憶體保護或其他安全功能無法正常運作。從2017年起，出現了利用常見處理器架構上推测执行實現方式的安全漏洞，可以進行特权提昇。
2019年時研究者發現在英特尔平台的晶片組中，在名為VISA的製造商除錯功能中，有個沒公開的功能，若配合一般主機使用時可能會出現安全漏洞。

## Pentium蟲
Intel的奔騰系列處理器，有兩個在販售之後才發現，廣為人知的錯誤；奔腾浮点除错误影響除法的浮點運算，因此曾在1994年召回，F00F bug是在1997年發現的，會讓處理器停止運作，要重新開機才能正常運作。